# Andreas Wimberger
Andreas Wimberger (* 13. Mai 1959 in Salzburg; † 11. September 2019 in München) war ein österreichischer Schauspieler und Hörspielsprecher.

## Leben
Andreas Wimberger, Sohn einer Schauspielerin und des Komponisten Gerhard Wimberger wurde in Salzburg geboren und studierte nach dem Abitur von 1978 bis 1980 am Mozarteum in seiner Geburtsstadt, nachdem er dort bereits eine zwölfjährige Ausbildung zum Pianisten absolviert hatte. Ein erstes Engagement erhielt Wimberger am Stadttheater Basel, wo er neben anderen Rollen den Andri in Andorra von Max Frisch sowie in den Schiller-Dramen Maria Stuart den Mortimer und in Kabale und Liebe den Ferdinand spielte. In Georg Büchners Komödie Leonce und Lena verkörperte er die Rolle des Leonce und komponierte auch die Musik für die Inszenierung. Anlässlich eines Gastspiels mit dem Stück Der Bockerer am Münchner Volkstheater wurde Wimberger von Frank Baumbauer an das Bayerische Staatsschauspiel verpflichtet, dem er von 1985 bis 1998 angehörte. Weitere Stationen seiner Bühnenlaufbahn waren die Luisenburg-Festspiele in Wunsiedel, das Fritz-Rémond-Theater in Frankfurt und das Theater in der Josefstadt.
Wimberger gastierte wiederholt bei den Festspielen in Bad Hersfeld und wurde dort mehrfach für seine Leistungen ausgezeichnet. Als Leon in Grillparzers Lustspiel Weh dem, der lügt! bzw. als Benedikt in Viel Lärm um Nichts von William Shakespeare erhielt er 1991 und 1999 jeweils den Hersfeld-Preis. 1993 wurde seine Darstellung des Scapin in Molières Scapins Streiche mit dem Großen Hersfeld-Preis gewürdigt. Bereits 1988 war ihm für den Tempelherrn in Lessings Nathan der Weise der Preis der Freunde des Residenztheaters verliehen worden.
Ab Beginn der 1980er Jahre stand Andreas Wimberger auch immer wieder vor der Kamera. So konnte man ihn in Filmen wie Der Schüler Gerber, Quintett komplett oder Ein riskantes Spiel sehen, ferner hatte er Gastauftritte in bekannten Serien wie Der Bulle von Tölz, Die Rosenheim-Cops, Hubert und Staller und SOKO 5113. Eine durchgängige Rolle übernahm er ab 2010 in der ARD-Fernsehserie Um Himmels Willen, in der er Frank Treptow, den Kulturreferenten der Stadt Kaltenthal und Untergebenen des Bürgermeisters, gespielt von Fritz Wepper, verkörperte.
Wimberger arbeitete als Hörfunksprecher und wirkte in zahlreichen Produktionen deutscher Rundfunksender und des ORF mit.
Andreas Wimberger lebte mit seiner Frau, der Fernsehmoderatorin Antje Pieper, und seinem Sohn in München. Er starb am 11. September 2019 im Alter von 60 Jahren in München.

## Filmografie (Auswahl)
- 1981: Der Schüler Gerber
- 1982: Lorelei
- 1983: Weißblaue Geschichten
- 1987: Das andere Leben
- 1989: Das Mädl aus der Vorstadt
- 1992: Regina auf den Stufen – Es geht vorwärts
- 1992: Kleine Haie
- 1994: Der Mann mit der Maske
- 1996: Die Kommissarin – Todesmelodie
- 1996: Auf Achse – Bel Ami
- 1996: Wildbach – Das Kleeblatt
- 1996: Hart, aber herzlich – Operation Jennifer, Regie: Tom Mankiewicz
- 1998: Quintett komplett
- 1999: Scheibenwischer (Ep. #1.110)
- 2000: Samt und Seide
- 2000: OP ruft Dr. Bruckner – Das Känguru-Kind
- 2001: SK Kölsch – Jupps Waffe
- 2001: Alle meine Töchter – Die Kur
- 2001: Jenny & Co. (12 Folgen)
- 2002: Der Bulle von Tölz: Salzburger Nockerl
- 2005, 2013: Die Rosenheim-Cops (2 Folgen)
- 2006–2011: SOKO 5113 (3 Folgen)
- 2006: M.E.T.R.O. – Ein Team auf Leben und Tod – Raubgräber-Virus
- 2007: Mein Nestroy
- 2007: Im Chaos der Gefühle
- 2008: Ein riskantes Spiel
- 2010–2019: Um Himmels Willen (80 Folgen)
- 2011: Ab Morgen (Kurzfilm)
- 2014: Um Himmels Willen – Das Wunder von Fatima
- 2016: Hubert und Staller – Neues Glück im alten Bett
- 2018: In aller Freundschaft – Die Krankenschwestern – Verbotene Küsse
- 2019: München Mord: Leben und Sterben in Schwabing
- 2019:  Vera
- 2019: Die Toten von Salzburg – Wolf im Schafspelz

## Hörspiele (Auswahl)
- 1987: Engel – Regie: Heinz Dieter Köhler
- 1991: Ladies im Hotel – Regie: Irene Schuck
- 1991: Kampl – Regie: Rolf Schneider
- 1993: Wenn der große Sturm kommt – Regie: Kurt Kreiler
- 1994: Verwandlungen – Regie: Ulrich Gerhardt
- 1995: Der Prinz, die Fee und der Traum vom Leben – Regie: Marcus Everding
- 1995: Der Nibeljunge – Regie: Hellmuth Matiasek
- 1995: Die Geschichte von vier Kindern, die um die Welt segelten – Regie: Otto Düben
- 1997: ÜberGänge – Regie: Hans Gerd Krogmann
- 1997: Bantam – Regie: Ulrich Lampen
- 1997: Das Büro für Ärgernisse – Regie: Marcus Everding
- 1998: Frederick – Regie: Hellmuth Matiasek
- 1998: Unser Julius – Regie: Peter Michel Ladiges
- 1998: Wieder daheim – Regie: Marina Dietz
- 1999: Henkersmahlzeit – Regie: Markus Vanhoefer
- 2000: Anprobieren meines Vaters – Regie: Ulrich Lampen
- 2002: Der Tote im Fels – Regie: Renate Pittroff
- 2002: Wer ist der Täter? – Regie: Erwin Weigel
- 2004: Die Achse des Bösen – Regie: Thomas Leutzbach
- 2005: Willy Watson und das Geheimnis der unsichtbaren Kinder – Regie: Markus Vanhoefer
- 2012: Don Giovanni – Regie: Katharina Neuschaefer und Leonhard Huber
- 2013: Zunge, Stimme, Ohr – Elias Canettis „Die Blendung“ als „Schule des Hörens“ – Regie: Stephanie Metzger

## Auszeichnungen
- 1986: Staatlicher Förderpreis des Freistaates Bayern
- 1988: Preis der Freunde des Residenztheaters
- 1991: Hersfeld-Preis
- 1993: Großer Hersfeld-Preis
- 1999: Hersfeld-Preis[6]